# Lawrence Palmer
Laurence James "Larry" Palmer, född 7 januari 1938 i Malden i Massachusetts, är en amerikansk före detta ishockeyspelare.
Palmer blev olympisk guldmedaljör i ishockey vid vinterspelen 1960 i Squaw Valley.